# زمان اجرای خطی
زمان اجرای خطی برای یک الگوریتم به این معنی است که زمان اجرای الگوریتم مورد نظر از O(n) است.